# Kiyokawa Maru (transport d'hydravions)
Le Kiyokawa Maru (聖川丸) est un transport d'hydravions de la classe Kamikawa Maru utilisé par la Marine impériale japonaise pendant la Seconde Guerre mondiale.

## Historique

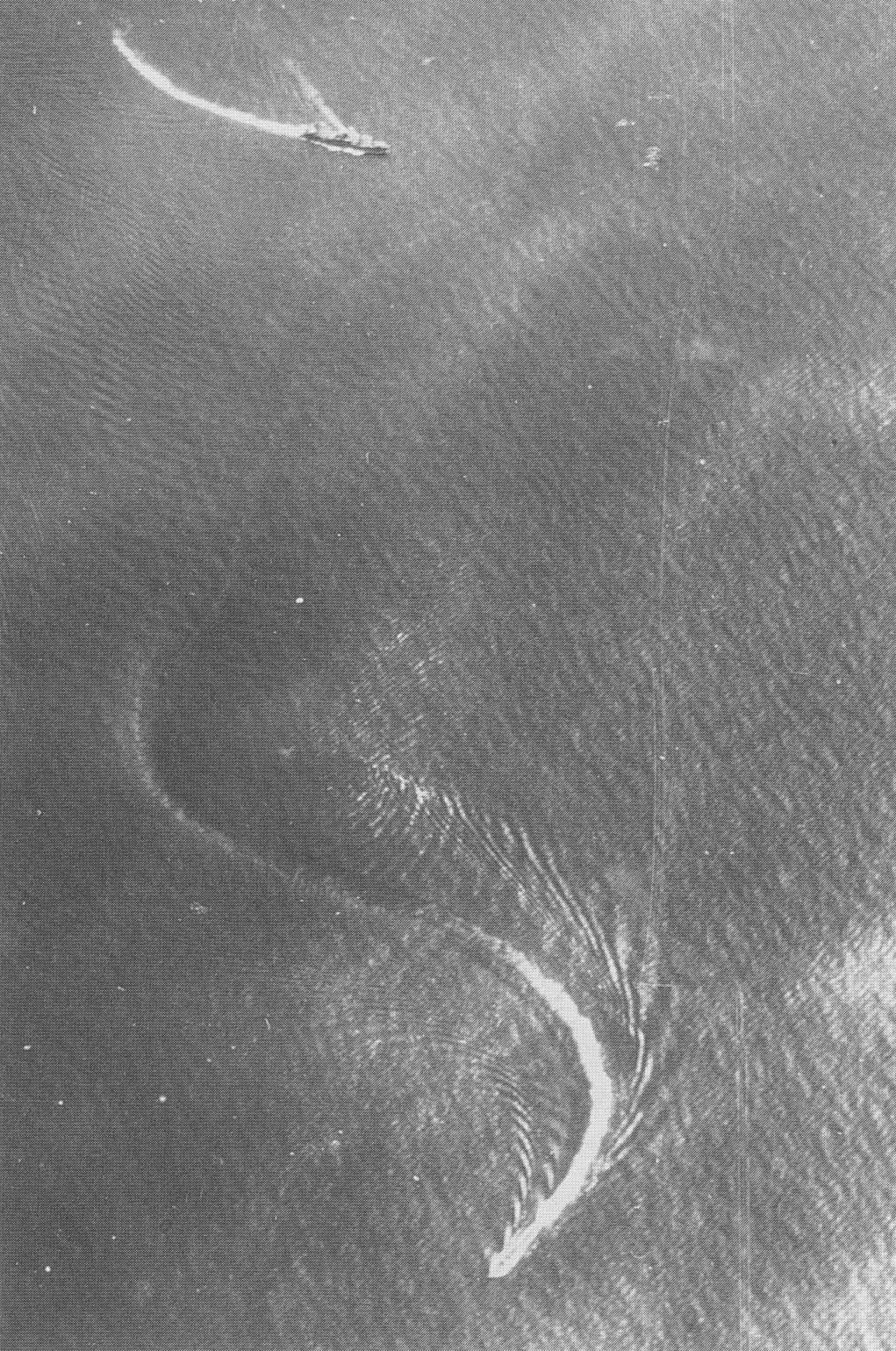
Le Mochizuki (en bas) et le Kiyokawa Maru (en haut) manœuvrant pendant une attaque aérienne provenant du porte-avions au cours de l'invasion de Salamaua-Lae, le 10 mars 1942.

Le navire a été construit au chantier naval Kawasaki Shipbuilding à Kobe, au Japon. Il est lancé le 13 décembre 1936 en tant que navire marchand pour société de transport maritime K Line.
Le 19 août 1937, il entre en collision le ferry Uko Maru No. 1 en mer intérieure de Seto, au sud-ouest de Nakanose.
Réquisitionné par la Marine impériale japonaise le 28 septembre 1941, il est réaménagé en transport d'hydravions. Le navire sert ensuite dans la campagne du Pacifique pendant la Seconde Guerre mondiale. Le 20 juillet 1945, le Kiyokawa Maru est attaquée par des avions de la Task Force 38. Touché par des bombes et lourdement endommagé, il est échoué pour éviter qu'il ne sombre au large de la plage de Shida, au nord de Kaminoseki (préfecture de Yamaguchi).
Il finit par couler le 22 novembre 1945 lors d'une tempête. Renfloué en 1948, il est réparé et remis en service en tant que navire de transport civil avant d'être démoli en 1969.